# Муфтият Республики Дагестан
Муфтият Республики Дагестан, сокр. Муфтият РД — централизованная региональная организация мусульман Дагестана (муфтият).

## История
Первое духовное управление в России было создано Екатериной II в XVIII веке для контроля над мусульманской общиной. Духовное управление мусульман Дагестана является правопреемником Духовного управления мусульман Северного Кавказа (ДУМСК), созданного при Сталине в военные годы для мотивации воюющих мусульман и обслуживания интересов советской власти.
27 января 1990 года на Чрезвычайном съезде мусульман Северного Кавказа, в силу фактического распада ДУМСК, было принято решение об образовании ДУМ Дагестана. В начале февраля в Махачкале прошёл I съезд мусульман Дагестана, на котором Багаутдина Исаева избрали председателем ДУМД. 90 процентов должностей в руководстве нового объединения заняли аварцы.
В 1992 году аварские активисты сместили с поста муфтия Багаутдина Исаева и поставили на его место Саид-Ахмеда Дарбишгаджиева, таким образом всю власть в управлении захватили мюриды шейха Саида Чиркейского. После этого ДУМД признавалось только некоторыми аварскими джамаатами: кумыки, даргинцы, лезгины и лакцы создали свои мононациональные управления. Со второй половины 1990-х годов начался обратный процесс, остальные организации начали исчезать под давлением аварского муфтията, который в 1994 году монополизировал организацию хаджа и имел поддержку республиканских властей. Конкурирующие муфтияты не смогли получить госрегистрацию. В 1994 году законодательно были запрещены другие духовные управления, кроме ДУМД. До 2006 года ДУМД контролировался республиканским Комитетом по делам религий.
В 1999 году дагестанские салафитские группировки объявили о создании в Дагестане исламского государства и начали войну с Россией. В этой обстановке суфийская ячейка Саида Чиркейского была единственной, кто оправдывал с точки зрения ислама действия вооружённых сил России по борьбе с мусульманской оппозицией, одновременно проводя широкую «антиваххабитскую» агитацию среди населения. Это стало одним из факторов, обуславливающих проталкивание именно этого течения в официальное духовенство властными структурами республики. Муфтий Ахмед Абдуллаев, выступая в поддержку федеральных сил, заявил: «Мы молимся за российских солдат, за единую Россию за благополучный и мирный Дагестан».
18 марта 2016 года Муфтият РД вышел из состава Координационного центра мусульман Северного Кавказа, хотя, по данным официального сайта КЦМСК 2020 года, Муфтият Дагестана ещё представлен в этой организации. Входит в Духовное собрание мусульман России.

## Влияние
Под управлением ДУМД находится Культурно-Просветительный Центр Дагестан в Санкт-Петербурге.
Большинство мусульман Дагестана, дагестанских богословов и тарикатских шейхов не признают власти ДУМД. По состоянию на 2007 год, 80 % мечетей Махачкалы и 75 % мечетных общин республики не находилось под влиянием управления. К 2016 году под контролем муфтията находилось до 30—40 % общин.

### Учебные заведения
- Дагестанский исламский университет им. Сайфуллы Кади — (г. Буйнакск), открыт 1993 г.
- Дагестанский исламский университет им. имама Шафии — ( г. Махачкала), открыт 1990 г.
- Дагестанский исламский университет им. имама Ашъари  — (г. Хасавюрт).
- Дагестанский исламский университет имени Мухаммад-Арифа — (г. Махачкала), открыт 2000 г.
- Дагестанский исламский университет имени Абдула-Афанди — (г. Дербент) открыт 2005 г.
- Женский центр «Гьидаят» — Женское медресе (г. Махачкала).

Программы учебных заведений списаны со светских российских ВУЗов, исламские дисциплины смешаны с другими предметами, из-за чего, как пишет исследователь Владимир Бобровников, выпущенные студенты таких заведений в результате обладают низким уровнем подготовки и вынуждены получать второе образование в светских университетах. Выпускникам сложно найти работу по специальности в местных джамаатах.

### Издания
При муфтияте РД работает Медиа-Холдинг, включающий в себя все виды журналистской деятельности: телевидение, печатные СМИ и радио. Он объединил в себе несколько федеральных и региональных СМИ включая газету «Ас-Салам», журнал «Ислам», сайты islam.ru и islamdag.ru, телеканал ННТ.

## Критика

### Негативная
Муфтият Дагестана с 1992 года регулярно подвергается негативной критике со стороны различных оппонентов по разным причинам. Дагестанские политологи Руслан Курбанов и Абузагир Мантаев выделяют следующие:
- Вся власть в муфтияте принадлежит представителям узкой ветви суфийского тариката, получили они её благодаря государственной поддержке. Руководство ДУМД считается самопровозглашённым и назначенным — после 1992 года перестали проходить съезды мусульман и руководство определяется  на «совете алимов», который состоит в основном из последователей шейха Саида Чиркейского. Управление в абсолютном большинстве (до 98 %) состоит из аварцев, причём выходцев из двух районов Дагестана. В условиях многонационального Дагестана в этом проявляются клановость, местничество и нетерпимость к инакомыслию в организации. Прикрываясь борьбой с «ваххабизмом», ДУМД монополизирует право назначения имамов на местах в интересах чиркейской группировки Саида[5].
- По утверждению оппонентов, ДУМД ежегодно зарабатывает на организации хаджа более ста тысяч долларов.
- ДУМД ангажирован с некоторыми властными политическими группировками, благодаря чему получает лоббирование своих интересов от руководства республики. Муфтият открыто поддерживал на выборах аварских политиков Гаджи Махачева, Муху Алиева, Сураката Асиятилова и других. В 1998 году ДУМД дал кандидату в мэры Махачкалы Ширухану Гаджимурадову трибуну в джума-мечети для политагитации.
- Муфтият Дагестана тесно сотрудничает с правоохранительными органами, что дискредитировало его в глазах многих верующих. ДУМД было зачинщиком физического уничтожения «ваххабитов», работники муфтията участвуют в обысках вместе с силовиками, чтобы выявить «ваххабитскую» литературу.
- Часто критика поступает с религиозной стороны:
  - Все остальные ветви тариката в Дагестане и большинство внетарикатских даргинских алимов не признают тарикат Саида Чиркейского[5], при этом между собой у других течений конфликтов нет. В подконтрольных заведениях муфтията, в свою очередь, проповедуют неприязнь к другим течениям, объясняя, что истинными шейхами являются 4 шейха из ветви Саида-афанди, а все остальные — лжешейхи. На практике это приводило к конфликтам, которые были на грани вооружённого столкновения. Из-за оскорблений шейха Мухтара Кяхулайского его сторонники в 2001 году ворвались в здание ДУМД и грозились «не оставить камня на камне» от него. В 2004 году оппозиционные шейхи в Махачкале собирались учредить своё духовное управление, после чего к ним из ДУМД были присланы вооружённые холодным оружием боевики. Под давлением оппозиция свернула проект.
  - Работники ДУМД нарушают ряд постулатов ислама из-за отсутствия качественного богословского знания. Одним из таких случаев является поощрение муфтиятом использования портретов шейхов и пророка Мухаммада.
  - Часть дагестанских суфиев недовольна муфтиятом из-за продвижения и навязывания им шазилийского тариката вместо исторически традиционного для Дагестана и более распространённого накшбандийского.
  - Салафитские оппоненты критикуют работников ДУМД за, как они считают, проявления многобожия[a], нововведений в религию[b] и поддержку антиисламского правительственного режима[13].

## Муфтии
- Первый председатель ДУМД 27.01.1990 — 28.02.1992 — муфтий Багаутдин Исаев;
- Второй председатель ДУМД 29.02.1992 — 1993 — муфтий Саид-Ахмед Дарбишгаджиев;
- Третий председатель ДУМД 1993 — 1995 — муфтий Мухаммад Дарбишев;
- Четвёртый председатель ДУМД 1995 — 30.06.1996 — муфтий Алихаджи Алиев;
- Пятый председатель ДУМД 01.07.1996 — 21.08.1998 — Сайидмухаммад Абубакаров;
- Шестой председатель ДУМД с 29.08.1998 — муфтий Ахмед Абдулаев.